# Championnat du Pérou féminin de football
Le championnat du Pérou féminin de football, dénommé officiellement Liga Femenina FPF depuis 2021, est une compétition de football féminin.

## Histoire

### Championnat amateur (de 2009 à 2019)
Avec huit titres gagnés à eux deux (quatre chacun) en 12 éditions, l'Universitario de Deportes et le JC Sport Girls dominent le palmarès du championnat. Un autre club de la province de Lima, le Real Maracaná, remporte l'épreuve en 2014. Trois autres clubs - issus d'autres régions du pays - ont aussi inscrit leur nom au palmarès : le White Star d'Arequipa, premier champion en 2009, suivi de l'Universidad Particular de Iquitos, l'année suivante, et enfin le CD Municipalidad de Majes, champion en 2018.

### Liga Femenina (depuis 2021)
La pandémie de Covid-19 empêche la réalisation du tournoi en 2020. En 2021, celui-ci change de nom en Liga Femenina FPF et adopte un nouveau format (voir ci-dessous). La Fédération péruvienne de football (FPF), organisatrice du championnat, annonce qu'il sera entièrement télévisé. En battant 1-0 l'Universitario de Deportes, l'Alianza Lima remporte l'édition 2021, son premier championnat de surcroît. L'Alianza récidive et remporte un deuxième championnat consécutif en 2022. Néanmoins, en 2023, les joueuses de l'Alianza Lima ratent la passe de trois et s'inclinent devant leur rival de l'Universitario sur deux manches (1-0, 0-2).

## Organisation

### Nouveau format (depuis 2021)
En 2021, le championnat change de nom - il est désormais appelé Liga Femenina FPF - et de format. En effet, 13 équipes jouent dans un système de tournoi toutes rondes (12 journées). Les deux premiers au classement général sont directement qualifiés à la phase finale alors que les équipes classées de la 3e à la 6e place jouent des matchs de barrage dont les deux vainqueurs accèdent à la phase finale. Une fois les quatre finalistes connus, ils jouent des demi-finales puis la finale. Le vainqueur est proclamé champion du Pérou et se qualifie à la Copa Libertadores féminine. 
L'édition 2022 introduit des changements. En effet, sans relégation en 2021, le dernier du championnat est désormais directement relégué alors que l'avant-dernier doit disputer un barrage avec un représentant du football amateur.
En 2023, le nombre d'équipes participantes augmente passant de 13 à 14.

### Ancien format (2009-2019)
Jusqu'à l'édition 2019, le championnat comprenait deux étapes: régionale et nationale. Cette dernière étape était constituée des huit champions de chaque région (voir ci-dessous). Le vainqueur de l'étape nationale devenait champion du Pérou et se qualifiait à la Copa Libertadores féminine.
| N°          | Région                                     |
| ----------- | ------------------------------------------ |
| Région I    | Amazonas, Lambayeque, Piura, Tumbes        |
| Région II   | Áncash, Cajamarca, La Libertad, San Martín |
| Région III  | Loreto, Ucayali                            |
| Région IV   | Callao, Lima, Lima (département)           |
| Région V    | Huánuco, Junín, Pasco                      |
| Région VI   | Ayacucho, Huancavelica, Ica                |
| Région VII  | Arequipa, Moquegua, Tacna                  |
| Région VIII | Apurímac, Cuzco, Puno, Madre de Dios       |

## Palmarès

### Championnat national (2009-2020)
Entre parenthèses la région d'où vient le club.
| Saison    | Champion                                   | Finaliste                               | Score               |
| --------- | ------------------------------------------ | --------------------------------------- | ------------------- |
| 2009      | White Star (Arequipa)                      | Estudiantes Universitarios (Cuzco)      | 3 - 2               |
| 2010      | Universidad Particular de Iquitos (Loreto) | Universidad San Antonio de Abad (Cuzco) | 5 - 0               |
| 2011      | JC Sport Girls (Lima)                      | River San Borja (Lima)                  | 2 - 1               |
| 2012      | JC Sport Girls (Lima)                      | Electro Oriente (Loreto)                | 2 - 0               |
| 2013      | JC Sport Girls (Lima)                      | Club Internacional (Arequipa)           | 3 - 0               |
| 2014      | Real Maracaná (Lima)                       | Club Internacional (Arequipa)           | 4 - 0               |
| 2015      | Universitario de Deportes (Lima)           | Alfredo Vargas Guerra (Loreto)          | 7 - 0               |
| 2016      | Universitario de Deportes (Lima)           | CGTP (Loreto)                           | 8 - 0               |
| 2016-2017 | Universitario de Deportes (Lima)           | Club Ramiro Villaverde (Junín)          | 5 - 1               |
| 2017      | JC Sport Girls (Lima)                      | CD Educación FC (Apurímac)              | 7 - 1               |
| 2018      | CD Municipalidad de Majes (Arequipa)       | JC Sport Girls (Lima)                   | 1 - 1 (7-6tab)      |
| 2019      | Universitario de Deportes (Lima)           | Deportivo Amazon Sky (Loreto)           | 6 - 1               |
| 2020      | Tournoi non disputé                        | Tournoi non disputé                     | Tournoi non disputé |

### Liga Femenina FPF (depuis 2021)
Entre parenthèses la ville d'où vient le club.
| Saison          | Champion                         | Finaliste                        | Score            | Meilleure buteuse (club)            | Total buts |
| --------------- | -------------------------------- | -------------------------------- | ---------------- | ----------------------------------- | ---------- |
| 2021            | Alianza Lima (Lima)              | Universitario de Deportes (Lima) | 1 - 0            | Adriana Lúcar (Alianza Lima)        | 23         |
| 2022            | Alianza Lima (Lima)              | Carlos A. Mannucci (Trujillo)    | 4 - 1 (3-0, 1-1) | Luz Campoverde (Carlos A. Mannucci) | 18         |
| 2023            | Universitario de Deportes (Lima) | Alianza Lima (Lima)              | 2 - 1 (0-1, 2-0) | Adriana Lúcar (Alianza Lima)        | 17         |
| 2024            | Alianza Lima (Lima)              | Universitario de Deportes (Lima) | 5 - 1 (2-0, 3-1) |                                     |            |
| 2025 (Apertura) | Alianza Lima (Lima)              | Universitario de Deportes (Lima) | 2 - 0 (0-0, 2-0) |                                     |            |

### Bilan par clubs
- 5 titres : Universitario de Deportes (Lima)
- 4 titres : JC Sport Girls (Lima)
- 4 titres : Alianza Lima (Lima)
- 1 titre : Real Maracaná (Lima), Universidad Particular de Iquitos (Loreto), White Star (Arequipa), CD Municipalidad de Majes (Arequipa)

## Championnat métropolitain (Lima et Callao)
Entre parenthèses la ville d'où vient le club.
| Saison | Champion                         |
| ------ | -------------------------------- |
| 1994   | inconnu                          |
| 1995   | inconnu                          |
| 1996   | Universitario de Deportes (Lima) |
| 1997   | Universitario de Deportes (Lima) |
| 1998   | Sporting Cristal (Lima)          |
| 1999   | Sporting Cristal (Lima)          |
| 2000   | Sporting Cristal (Lima)          |
| 2001   | Universitario de Deportes (Lima) |
| 2002   | Universitario de Deportes (Lima) |
| 2003   | Universitario de Deportes (Lima) |
| 2004   | JC Sport Girls (Lima)            |
| 2005   | inconnu                          |
| 2006   | JC Sport Girls (Lima)            |
| 2007   | inconnu                          |

| Saison | Champion                         |
| ------ | -------------------------------- |
| 2008   | inconnu                          |
| 2009   | JC Sport Girls (Lima)            |
| 2010   | JC Sport Girls (Lima)            |
| 2011   | JC Sport Girls (Lima)            |
| 2012   | JC Sport Girls (Lima)            |
| 2013   | Real Maracaná (Chosica)          |
| 2014   | Universitario de Deportes (Lima) |
| 2015   | Universitario de Deportes (Lima) |
| 2016   | Universitario de Deportes (Lima) |
| 2017   | JC Sport Girls (Lima)            |
| 2018   | JC Sport Girls (Lima)            |
| 2019   | Universitario de Deportes (Lima) |
| 2020   | Tournoi non disputé              |

### Bilan par clubs
- 9 titres : Universitario de Deportes (Lima)
- 8 titres : JC Sport Girls (Lima)
- 3 titres : Sporting Cristal (Lima)
- 1 titre : Real Maracaná (Chosica)